# أنتوني سميث (لاعب كريكت)
أنتوني سميث (26 فبراير 1930 في المملكة المتحدة - )  (بالإنجليزية: Anthony Smith)‏ هو لاعب كريكت بريطاني. لعب مع المقاطعات الوطنية للكريكيت الإنجليزي والويلزي ‏ وWiltshire County Cricket Club ‏.